# Colla de Diables Angels Diabòlics
La Colla de Diables Àngels Diabòlics es va fundar l'any 1989 amb l'objectiu de fomentar les tradicions catalanes a Sant Vicenç dels Horts. Al llarg de la seva història la colla ha organitzat diferents activitats entre les quals destaquen la I Trobada de Diables Infantils de Baix Llobregat La colla es va fundar l'any 1989. Forma part de la Federació de Diables i Dimonis de Catalunya.

## Mamut Venux[3]

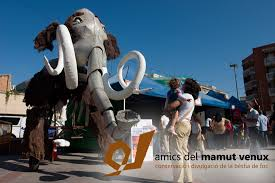

La bèstia de la colla és el Mamut Venux.
A finals del segle xix es va trobar un fragment d'ullal. Aquesta troballa va inspirar la creació de la bèstia de foc que actualment es coneix com el Mamut Venux. El fragment no es tracta d'un ullal sencer, és només un fragment que es va trobar el 1883 en els terrenys de Mas Duran. Aquest fragment va ser trobat per una pagesos que treballaven la terra es van trobar amb un tronc fòssil que en primer moment es van pensar que era una branca enterrada i que van intentar trencar amb algun estri del camp. El resultat d'aquest incident va provocar que el fragment es dividís en dos trossos, el més gran conservat gràcies al rector del moment a Sant Vicenç que el dugué al Dr. Jaume Almera. Així surt per primer cop el fragment de Sant Vicenç cap a Barcelona, en primer moment es conservarà al Museu Geològic del Seminari Conciliar de Barcelona. Més endavant es traslladarà al Museu Martorell, situat al Parc de la Ciutadella i que actualment forma part del Museu Blau (Museu de Ciències Naturals de Barcelona).
Al llarg de la seva història el Mamut Venux ha estat restaurat gràcies al micromecenatge. Cada dos anys la colla celebra el Dia del Mamut.

## Actuacions
La colla ha participat en diferents actuacions al llarg de la seva història. L'any 2009 es va celebrar el 20è aniversari de la Colla de Diables Àngels Diabòlics. L'any 2013 la colla va participar en una trobada de bestiari a Thuir (França). La colla va ser present al Festivitas Bestiarum celebrat el 24 de novembre del 2014. El 5 de maig del 2015 el Mamut Venux va viatjar fins a Castelló de la Plana per participar en la XVI Trobada de Bèsties de Foc a Castelló de la Plana.